# Judas Kiss (film, 1998)
Pour les articles homonymes, voir Judas Kiss.
Pour plus de détails, voir Fiche technique et Distribution.
Judas Kiss (littéralement, Le baiser de Judas) est un film américain réalisé par Sebastian Gutierrez sorti en 1998.

## Synopsis
Deux amants décident de sortir de leurs combines par un grand coup, en enlevant le génie informatique d'une grosse firme. Mais tout ne se passe pas comme prévu : en particulier, une femme qui descend l'escalier au mauvais moment est tuée.

## Fiche technique
- Titre original : Judas Kiss
- Réalisation : Sebastian Gutierrez
- Scénario : Sebastian Gutierrez, Deanna Fuller
- Photographie : James Chressanthis
- Montage : Howard E. Smith
- Musique : Christopher Young
- Production : Thomas Augsberger, Elaine Dysinger, Matthias Emcke, Beau Flynn, Carla Gugino, Jonathan King, Molly Madden, Daniel Rappaport, Stefan Simchowitz, Ramon Torrealba
- Pays d'origine :  États-Unis
- Langue originale : anglais
- Format : couleur - 2,35:1 - Son Dolby Digital
- Durée : 98 minutes
- Date de sortie :
  - Canada : 16 septembre 1998 (festival du film de Toronto)
  - France : 2 juin 1999
  - Belgique : 17 novembre 1999
- Public : Belgique : KNT / France:-12 / USA : R (violence, sexualité explicite et langage grossier)

## Distribution
- Carla Gugino (VF : Véronique Soufflet) : Coco Chavez
- Simon Baker-Denny (VF : Guillaume Lebon) : Junior Armstrong
- Emma Thompson (VF : Frédérique Tirmont) : l'agent Sadie Hawkins du FBI
- Alan Rickman (VF : Michel Vigné) : l'inspecteur David Friedman
- Gil Bellows (VF : Cyrille Artaux) : Lizard Browning
- Til Schweiger (VF : Pascal Germain) : Ruben Rubenbauer
- Hal Holbrook (VF : Roland Ménard) : le sénateur Rupert Hornbeck
- Philip Baker Hall (VF : Christian Pélissier) : Pobby Malavero
- Joey Slotnick (VF : Marc Perez) : Walters
- Greg Wise (VF : Marc Saez) : Ben Dyson
- Lisa Eichhorn (VF : Véronique Rivière) : Mary-Ellen Floyd
- Richard Riehle (VF : Robert Darmel) : le garde de sécurité
- Beverly Hotsprings (VF : Caroline Jacquin) : Space Vixen, dans le clip érotique SF du début
- Roscoe Lee Browne : le chef Bleeker
- Bobby Hosea (VF : Régis Reuilhac) : Rickles
- Jack Conley (VF : Pierre Dourlens) : l'inspecteur Matty Grimes
- Beverly Penberthy (en) : Patty Hornbeck
- Susan Chesler : Lee Ann
- Yvette Lera : le capitaine Desirée, dans le clip érotique SF du début
- Pilar Camporredondo (VF : Tamila Mesbah) : la femme de ménage

Source et légende : Version française (VF) sur Voxofilm + Nouveau Forum Doublage Francophone

## Récompenses
- Prix de la critique au Festival du film policier de Cognac en 1999, en faveur de Sebastian Gutierrez
- Nommé au festival du film de Paris en 1999 en vue du Grand Prix en faveur de Sebastian Gutierrez